# Casey Kasem
Casey Kasem, pseudonimo di Kemal Amin Kasem (Detroit, 27 aprile 1932 – Gig Harbor, 15 giugno 2014), è stato un conduttore radiofonico, doppiatore e attore statunitense.
Figlio di immigrati drusi originari del Libano, Kasem è principalmente noto in Patria, oltreché per la sua pluridecennale attività radiofonica in qualità di presentatore e disc jockey di popolari trasmissioni a tema musicale come American Top 40 e Casey's Top 40, per essere stato la voce storica, nella versione originale della serie animata di Scooby-Doo, di Shaggy Rogers, che ha doppiato ininterrottamente dal 1969, anno della messa in onda dell'episodio pilota, al 1997 e, a fasi alterne, nuovamente dal 2002 al 2009. 
È stato inoltre un vegano ed uno strenuo sostenitore dei diritti degli animali e di cause ambientaliste.